# Montañas de Santa Cruz (Polonia)

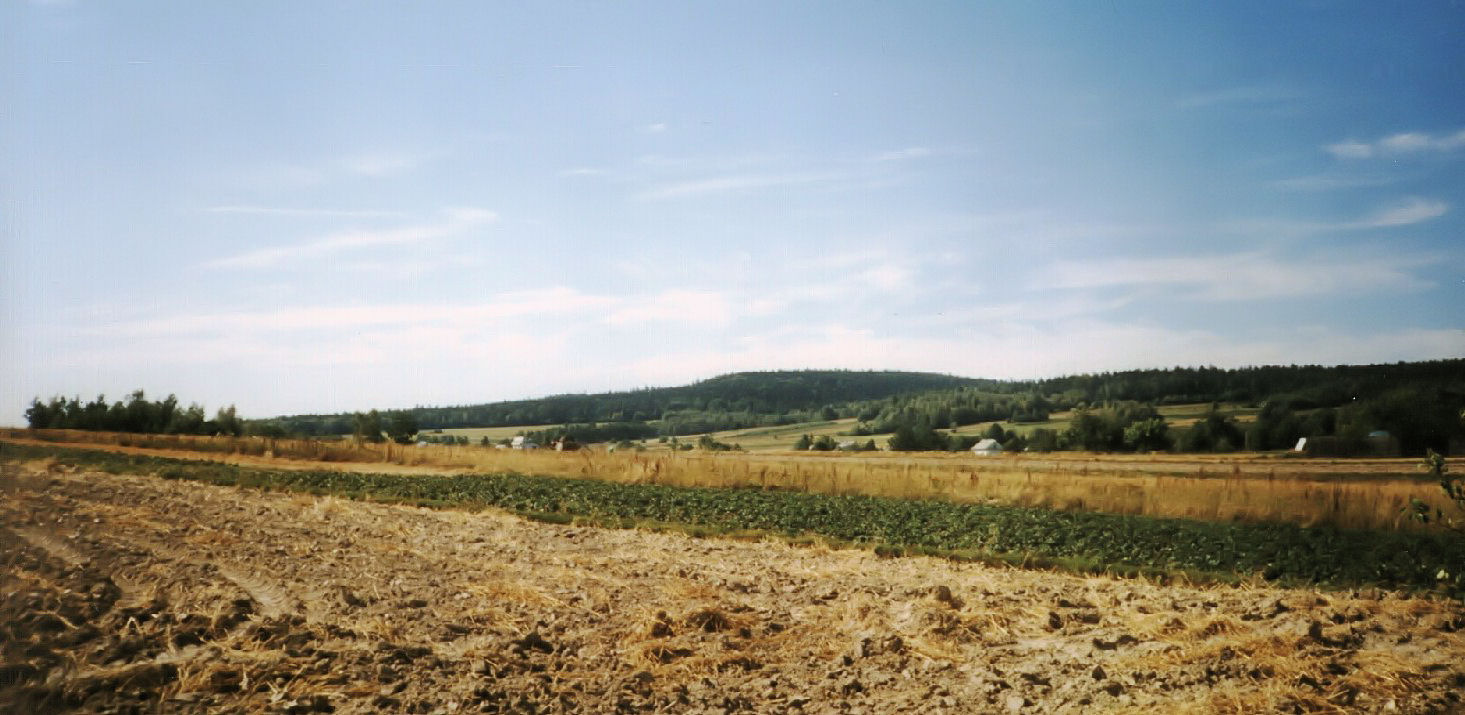
Sierra de Świętokrzyskie.

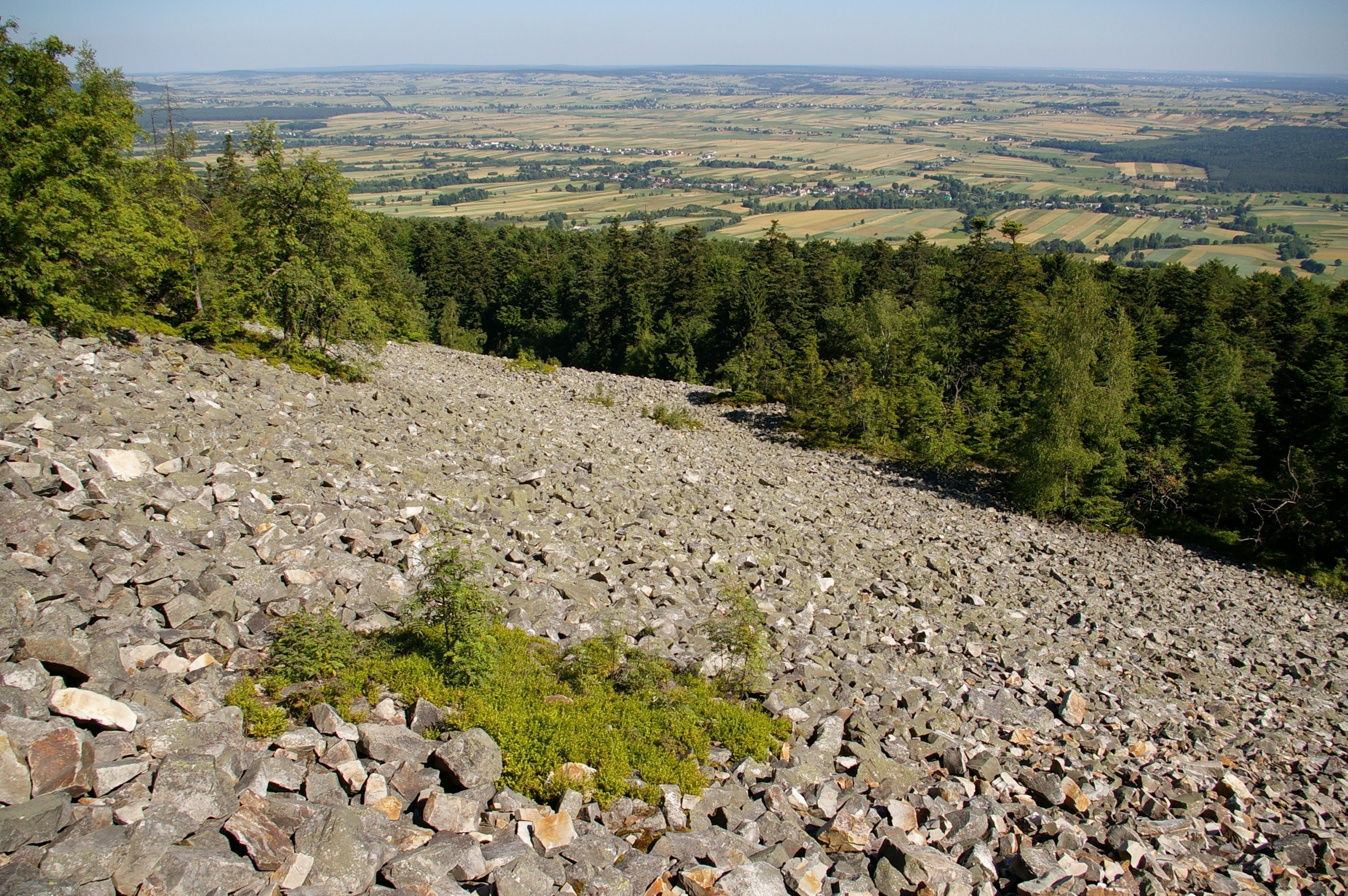
Cascajo de montaña (Gołoborze).

La sierra de Santa Cruz (en polaco: Góry Świętokrzyskieⓘ) es una sierra localizada en el centro de Polonia, cerca de la ciudad de Kielce. Consta de varias secciones más pequeñas, la más alta de las cuales es Łysogóry (lit. montañas peladas). Los dos picos más altos son Łysica, con 612 metros, y Łysa Góra, con 593 metros. Junto con el Jura Krakowsko-Częstochowska, estos montes forman una región llamada Meseta de la pequeña Polonia (Wyżyna Małopolska). Tienen una superficie de 1684 km². Su ubicación aproximada es 50°53′N 20°55′E / 50.883, 20.917.
La sierra de Świętokrzyskie es una de las más antiguas de Europa. Se formó durante la orogenia caledoniana del periodo Silúrico, y se renovó con la orogenia hercínica del periodo Carbonífero Superior. 
A partir de la Alta Edad Media esta sierra albergó minas de cobre y hierro. Más tarde se explotaron también importantes yacimientos de caliza y arenisca roja. Actualmente la parte central de estos montes forma el parque nacional de Świętokrzyski. 
El nombre de Sierra de Santa Cruz se debe a una reliquia cristiana del monasterio benedictino de Łysa Góra, que según la leyenda contiene un pequeño fragmento del madero de la Vera Cruz, en que fue crucificado Jesucristo.
- Datos: Q631059
- Multimedia: Świętokrzyskie Mountains / Q631059